# Bitka kod Velike Kaniže 1637.
Bitka kod Velike Kaniže, bila je bitka između hrvatskih snaga protiv osmanskog osvajača. 

## Političko-vojna pozadina
Ova je bitka zbila se je dok je na sjevernom kraju Habsburške Monarhije bjesnio Tridesetogodišnji rat koji je iscrpljivao europske velesile i odvlačio velike resurse habsburškim snagama. Na obzoru su bile nove europske sile, napose jačanjem konkurentske Francuske.
Petar Zrinski je s bratom Nikolom boravio u Mađarskoj i Austriji, a neko vrijeme je boravio i u Italiji, gdje se je bavio vojnim znanostima i topništvom. Kad se je vratio iz Hrvatske u Ugarsku, sukobio se je s Osmanlijama kod Velike Kaniže.